# Isaac Halstead Williamson
Isaac Halstead Williamson (27 de setembro de 1767 - 10 de julho de 1844) foi um político americano do Partido Democrata que serviu como o 8 º governador de de Nova Jérsei, de 1817 a 1829.